# Bo Johansson
Bo Johansson (Kalmar, 28 de novembro de 1942) é um ex-futebolista profissional sueco e atualmente treinador.

## Carreira
Bo Johansson se profissionalizou no Aalborg BK. Comandou a Seleção Dinamarquesa de Futebol na Eurocopa de 2000 e na Copa do Mundo de 1998, na França.

## Títulos
- Allsvenskan 1980 and 1981
- Danish Superliga 1994
- Norwegian Cup 2005